# Distrito de Sorochuco
Sorochuco es un distrito (municipio) situado en la provincia de Celendín, en el departamento de Cajamarca, Perú. Según el censo de 2017, tiene una población de 7352 habitantes.

## Toponimia
Este nombre procedería de la extinta lengua culli. Suru = caña lisa y chuqu = tierra o país

## Historia
El distrito fue creado en los primeros años de la República. Las tierras de la Pachaka de Suro-Kucho (Rincón de suros o cañas lisas) y sus potreros Yanayako (laguna negra), Karirpo (entierros altos) y Chacato, permanecieron bajo el cacicazgo del indio Tantallaxac Tantavilva y de la encomienda de Chota desde 1542 a 1569, hasta que el Virrey don Francisco Álvarez de Toledo, estableció los corregimientos, pasando las referidas tierras al control del Corregidor de Chota.
Por el año 1640 el Virrey Pedro Álvarez de Toledo y Leiva, I Marqués de Mancera, en defensa de los indios explotados por los corregidores, dio una ordenanza a fin de que los indios poseedores de tierras se presentasen a obtenerlas compradas en pública subasta, con títulos legales de Su Majestad.
Así fue como el 13 de enero de 1644, Juan Vargas Tantavilca, indio chotano descendiente del cacique Tantallaxac, se presentó en la villa de Cajamarca, ante el doctor Pedro de Meneses, alcalde de la Corte de la Real Audiencia de la Ciudad de los Reyes y de Mateo Domínguez, procurador de los naturales de este Corregimiento, con el fin de comprar las tierras de la estancia de Suro-Kucho y sus potreros, obteniéndolas en subasta pública, en la suma de cuarenta pesos de ocho reales. En cuyas escrituras de enajenación quedó corregido el nombre de Suro Kucho, con el de Sorochuco, con que se conoce actualmente.
A la muerte de Juan Vargas, en 1670, y de su esposa Mariana Condorachay, quedaron en las referidas tierras sus hijos Francisco y Angelina, quienes se dividieron tierras y ganado el 30 de julio de 1675. Correspondiendo la parte norte, con el nombre de hacienda de San Francisco Yanayako, a Francisco Vargas, casado con María Chuquispe y la parte sur, a Angelina Vargas, casada con Sebastián Quiliche.
En 1723, se vuelven a dividir la parte de Angelina Vargas, entre sus cinco hijos y en 1725, la de Francisco Vargas entre sus hijas Francisca y Juana. En 1784 se produce la nueva división política del Perú en Obispados, Intendencias, Partidos, Parroquias y Semi parroquias. Sorochuco pasa a la categoría de semi parroquia, de la parroquia y Partido de Chota, Obispado de Truxillo. En ese estado la encuentra don José de San Marín en 1820, donde el Obispado pasó a la categoría de Departamento de La Libertad, la Intendencia de Cajamarca a Provincia y Sorochuco a Cajamarca.
El 19 de febrero de 1825, por Resolución de Bolívar, Sorochuco es declarado distrito de Cajamarca y el 30 de setiembre de 1862, Cajamarca es declarado Departamento; Celendín provincia y Sorochuco distrito de Celendín, hasta la fecha.
El distrito está situado al oeste de la ciudad de Celendín. Tiene la forma de un triángulo isósceles, cuyos lados mayores los forman los ríos Chugurmayo y Sendamal y la base, el contrafuerte indicado de los cerros altos.
Los límites del distrito son: por el norte, la confluencia de los ríos Sendamal y Chugurmayo, que lo separa de la antigua hacienda El Sauce, del distrito de Huasmín; por el sur, el río Lago y unos cerros altos que lo separan de las comunidades del distrito de La Encañada; y por el oeste, la hacienda Combayo y una parte de la hacienda Jerez.
El clima es templado o frígido, según la altura. La capital es el pueblo de Sorochuco, ubicado en la antigua Yanayako a la mitad del cerro Karirpo a 2783 m s. n. m. Dista 25 km de Celendín, 60 de Cajamarca y 15 km del tambo de Agua Colorada. Constituye el centro de abastecimiento de la capital de la provincia por su producción de: maíz, frijol, trigo, arvejas, lentejas, papas, zanahorias, ocas, ollucos, mashuas y yucas.

## Capital
La capital de este distrito es Sorochuco.

## Autoridades

### Municipales
- 2023-2026
  - Alcalde: Marcial Villanueva Izquierdo, de Agrupación Política Frente Regional Cajamarca

### Religiosas
Reverendo Padre Victor Collante Cubas

## Festividades
Estos son los datos festivos de Sorochuco. Su principal festividad es el 10 de junio, en el cual se celebra la Feria Patronal del Padre Eterno, en la que se puede disfrutar de vistosos fuegos artificiales, amenizado por las más grandes orquestas del momento totalmente gratuito en la plaza de armas, en los ranchos de pueden disfrutar de los exquisitos platos como: El picante con Cuy, los chicharrones, la chicha de jora, el caldo verde, los tamales, el caldo de gallina, el caldo de cabeza de carnero; en los carnavales hay cuadrillas en los caseríos, unshas, y se disfrutan de los mejores potajes y bebidas propias de la zona. También se celebra en Semana Santa (marzo o abril variable), resaltando el famoso Huaccho Locro, en el que se comparte una sopa exquisita típica del lugar (con verduras, habas verdes, frejol verde, cayguas, quesillo, el cushuro o maná, el locro, el zapallo) preparado por los mayordomos de esta fecha singular.En el mes mayo especialmente los días tres se celebra las cruces, donde se venera a la santa cruz, a la vez que se disfruta de las famosas humitas de choclo verde y quesillo, una delicia. en el mes de junio(24) se celebra la festividad de San Juan en la mayoría de comunidades en los que se hace concurso de carrera de caballo criollo, donde se disfruta los famosos tamales; el 8 de diciembre se celebra la festividad de la Inmaculada Concepción, donde hay danzas típicas, vistosos fuegos artificiales, culminando con la celebración del medio año de padre eterno el 10 de diciembre, con un gran programa de fiesta. En Navidad los niños hasta el último grupo etario participan como pastores, viejos, etc. para rendir homenaje al nacimiento de Jesús.
En los centros poblados también se vive festividades como:
En el Centro Poblado Salacat: La festividad de la virgen del Arco, el 15 de agosto, con una colorida procesión donde participan danzantes, tanto de Salacat como del caserío Marcopata, con diferentes actividades artístico culturales.
En el Centro Poblado Rejopampa, también hace lo propio donde se celebra la festividad de Santa Rosa de Lima, con programa de fiesta muy importante.
En el Centro Poblado El Tingo se Celebra la Festividad de San Pedro y San Pablo en el mes de junio escrito por Lic. Vicente Rodríguez Cabanillas.